# Tadeusz Grabowski (aktor)

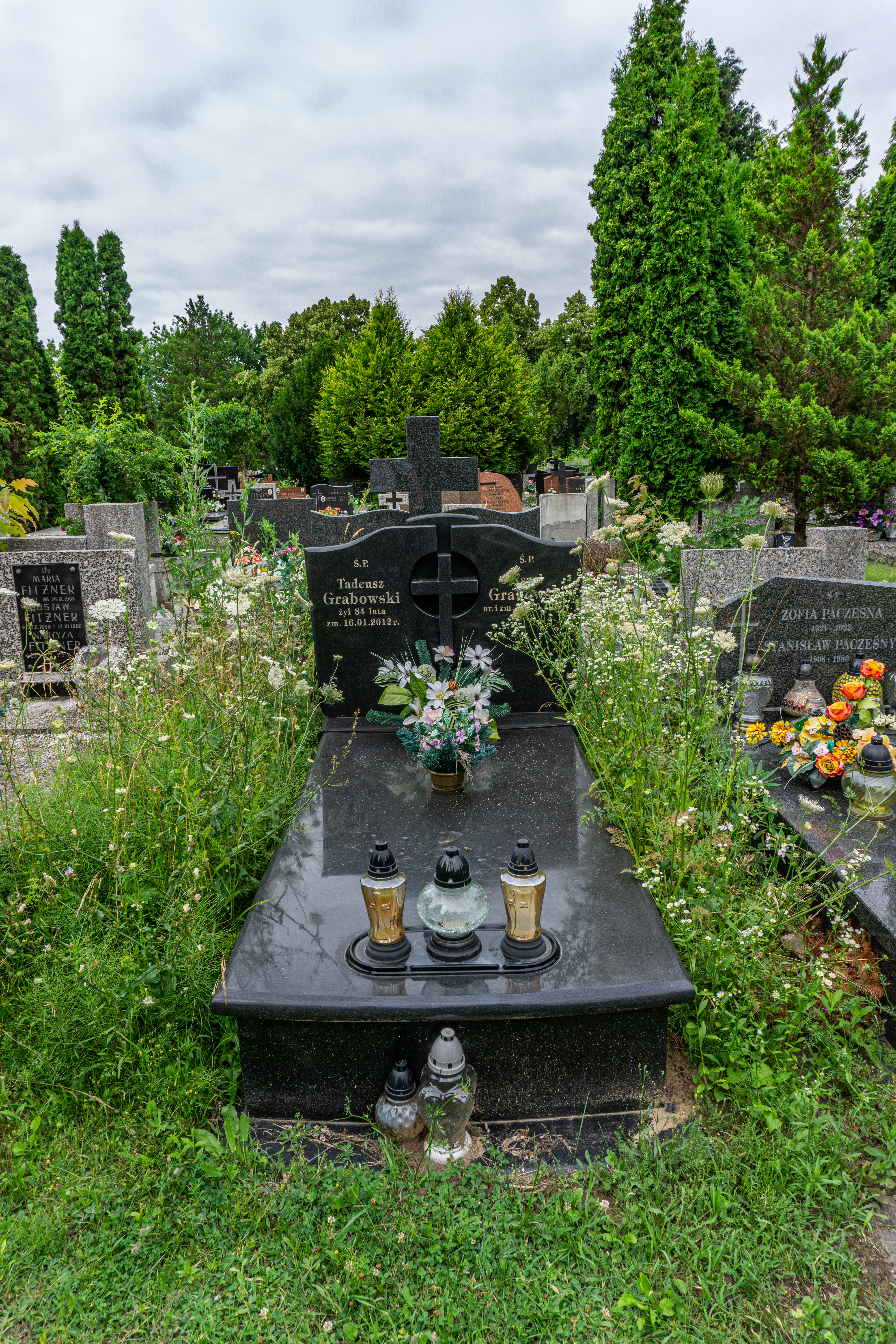
Grób Tadeusza Grabowskiego na cmentarzu komunalnym Północnym w Warszawie

Tadeusz Grabowski (ur. 1 maja 1924 w Sokołowie Podlaskim, zm. 16 stycznia 2012 w Warszawie) – polski aktor teatralny i filmowy. 

## Życiorys
W 1955 roku ukończył studia na PWST w Warszawie. Jego debiut teatralny odbył się 26 listopada tego samego roku. Aktor teatrów warszawskich: Klasycznego w latach 1955–1972, Rozmaitości 1972–1988.
Pochowany na cmentarzu komunalnym Północnym w Warszawie (kw. W-III-3-4-6).

## Wybrana filmografia
- 1987: Rzeka kłamstwa
- 1986: Zmiennicy
- 1983: Alternatywy 4
- 1981: Miś – kolega Palucha pijący z nim piwo w barze z wybitą szybą
- 1981: Yokohama
- 1980: Constans
- 1980: Zamach stanu
- 1979: Ojciec królowej – marszałek Sieniawski
- 1973: Zasieki
- 1972: Zniszczyć pirata – członek aeroklubu
- 1970: Pułapka – Dudek
- 1965: Podziemny front – żołnierz WP (odc. 7)
- 1964: Rękopis znaleziony w Saragossie

## Użyczył głosu
- 1999: Asterix i Obelix kontra Cezar
- 1999: Stalowy gigant – Marv Loach
- 1985: 13 demonów Scooby Doo
- 1976: Ja, Klaudiusz – Praxis